# Pterygiella bartschioides
Pterygiella bartschioides är en snyltrotsväxtart som beskrevs av Hand.-mazz.. Pterygiella bartschioides ingår i släktet Pterygiella och familjen snyltrotsväxter. Inga underarter finns listade i Catalogue of Life.